# Periodisering
Periodisering er en betegnelse for det fænomen, der handler om, at mennesker inddeler fortiden i ”bidder”/perioder for at skabe forståelse og overblik. På denne måde deler historikere fortiden op i forskellige dele, som så hvert især får et navn, som fx antikken, middelalderen, renæssancen eller oplysningstiden m.v. Dog er denne inddeling af fortiden præget af, at den er skabt af mennesker og således ikke noget, der er indiskutabel. Historien kan inddeles på forskellige måder afhængig af, hvad der er i fokus. Fx er oplysningstiden en idéhistorisk måde at anskue 1700-tallet på, hvorimod den politiske historie ofte vil se 1700-tallet i Danmark som en del af enevælden. Johannes Sløk kommenterede i 1960'erne, at periodiseringer ofte fokuserede på politisk historie eller militærhistorie: "De traditionelle periodeinddelinger har en tendens til at hæfte sig ved politiske og militære begivenheder" hvilket bl.a. afspejler sig i periodebetegnelser som mellemkrigstiden, efterkrigstiden eller enevælden eller at man traditionelt siger, at middelalderen i Danmark slutter i 1536 i forbindelse med reformationen, hvor kirkens magt blev alvorligt stækket og kongen blev styrket og magten i samfundet dermed blev centraliseret i væsentligt højere grad.

## Udfordringer
Periodisering er dog udfordret af flere forskellige faktorer, herunder geografiske forhold. Fx siger historikere ofte, at den danske middelalder starter omkring 1050, da vikingetiden slutter her, men i det meste af Europa, der var erobret af Romerriget, starter middelalderen ca. 476, da det Vestromerske Rige faldt dette år. Betegnelsen "middelalder" udspringer af idéen, at renæssancen (fra ca. 1400 og frem) er en genfødsel af antikkens (Oldtidens Grækenland og Romerriget) storslåede kultur og i periodebetegnelsen "middelalder" ligger således renæssancens kulturelle nedvurdering af perioden mellem deres egen tid og antikken. Denne dynamik i ordet ligger derfor ikke i den danske kontekst, da der i det danske område aldrig har været nogen antik storkultur. I Danmark var der før middelalderen vikingetiden og før det var der jernalderen.